# Setge d'Acre (1189-1191)
El setge d'Acre fou la primera operació bèl·lica important organitzada pel rei de Jerusalem, Guiu de Lusignan per recuperar els territoris perduts en les campanyes de Saladí, cap dels musulmans de Síria i Egipte. Es considera una de les batalles de la Tercera Croada. El setge durà des de l'agost del 1189 fins al juliol del 1191 i no hagués estat possible sense la participació del rei d'Anglaterra, el de França, el d'Armènia, el duc d'Àustria i llurs tropes. La llarga durada significà que la força d'atac dels estats llatins era incapaç de fer un assalt efectiu a aquesta ciutat costanera i també que Saladí era incapaç de desfer-se'n del setge, ja que ambdós bàndols continuaven rebent subministraments per mar. Finalment la paciència permeté que els croats assoliren la victòria.

## Context
Saladí havia destruït l'exèrcit de Guiu de Lusignan, rei de Jerusalem, el 4 de juliol del 1187. Molts cavallers cristians foren fets presoners. L'endemà, Saladí prengué el castell de Tiberíades i, en comptes d'atacar Jerusalem, preferí prendre altres ciutats amb l'objectiu de deixar el rei cristià sense efectius de suport.
El 8 de juliol arribà davant les muralles de Sant Joan d'Acre, ciutat que estava defensada per Joscelí III de Courtenay. Aquest senyor, no cercà resistir sinó que negocià tot seguit la rendició. Malgrat les protestes dels burgesos Acre fou cedida a Saladí el 10 de juliol.

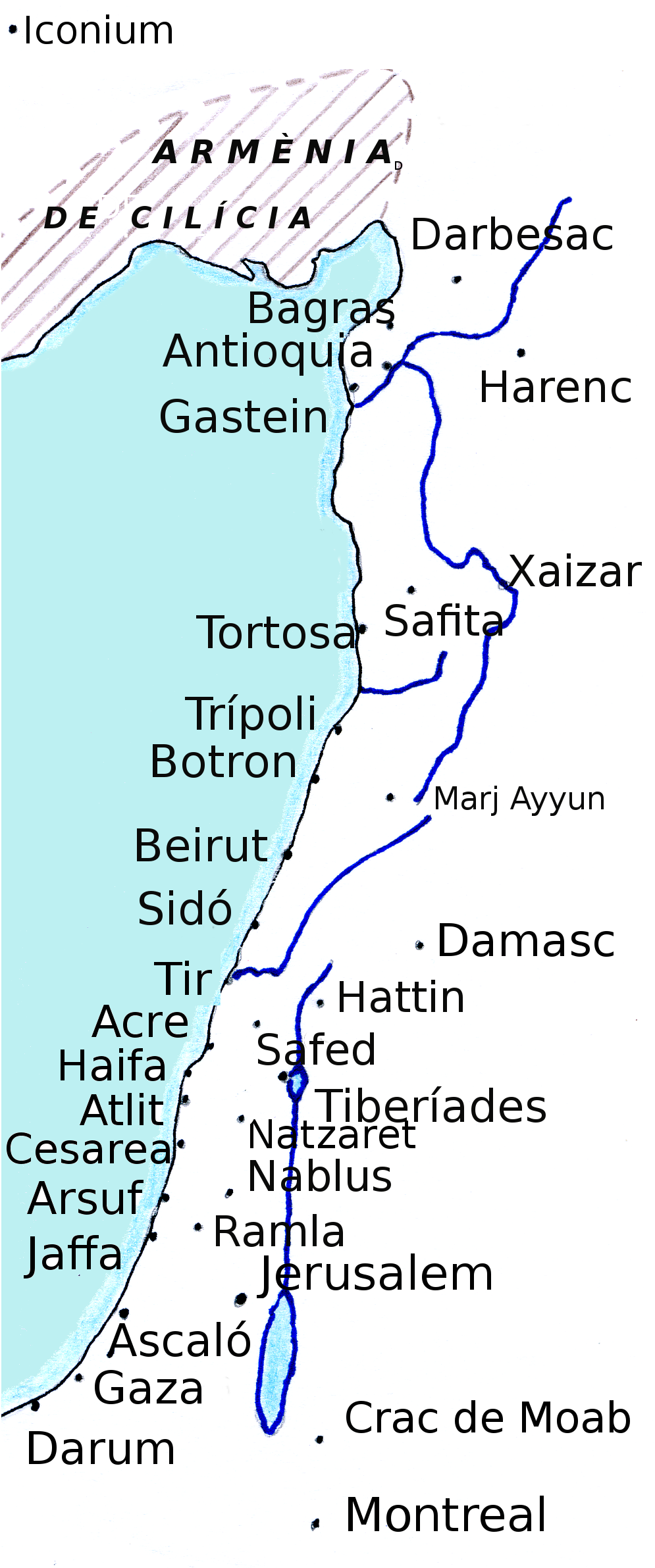
Ciutats del llevant en època de les croades.

Els termes de la rendició asseguraven la vida als habitants cristians i la conservació de llurs possessions, Saladí desitjava que continués sent una ciutat pròspera i quedar-se'n els beneficis, però la major part dels ciutadans malfiaren i decidiren emigrar. Saladí marxà després a conquerir altres ciutats costaneres, entre elles Jerusalem, que prendria el 2 d'octubre del 1187.
El 13 de juliol arribà per mar Conrad de Montferrat i, en veure que la ciutat havia caigut en mans musulmanes, escapà cap a Tir, que estava sent assetjada i a punt de rendir-se. Conrad organitzà la resistència i feu desistir Saladí del setge.
Saladí comprengué ràpidament el perill que representava Conrad per als seus projectes de conquesta del Regne de Jerusalem. Alliberà Guiu de Lusignan, que havia estat capturat a la batalla de Hattin, després de fer-lo jurar solemnement de no tornar a entrar en armes contra els musulmans, esperant que la mediocritat de Guiu faria neutralitzar la intel·ligència de Conrad. Per dues vegades, el 1188 i el 1189, Guiu provà d'assumir el comandament de les forces croades a Tir, però Conrad de Montferrat refusà obrir-li les portes de la ciutat, argumentant que ell se'n feia càrrec fins que arribés el successor Balduí V de Jerusalem. Segons el testament de Balduí IV de Jerusalem, Conrad era el parent més proper que havia d'assumir la regència del petit Balduí V. Guiu replicà que el títol corresponia a la seva esposa, Sibil·la, però Conrad es mantingué ferm i llavors Guiu plantà el campament a fora de les muralles.
A finals de la primavera del 1188, Guillem II de Sicília envià una flota amb 200 cavallers; el 6 d'abril del 1189, Ubaldo Lanfranchi, arquebisbe de Pisa, arribà amb 52 vaixells. Guiu aconseguí guanyar-se els suport d'ambdós contingents. A l'agost, Conrad tornà a negar-li l'entrada, així que decidí desmuntar el campament i marxar a atacar Acre, que estava a 50 km al sud; ell i les seves tropes viatjaren per terra seguint la costa, mentre que els pisans i els sicilians anaren en vaixell. Guiu necessitava urgentment una base des d'on organitzar un contraatac a Saladí, això acabaria fent de Guiu i Conrad aliats contra Saladí.

## Inici del setge
El port d'Acre està en una península del golf de Haifa. La zona est estava protegida del mar obert, mentre que la zona oest i sud estava protegida per una muralla. La península estava resguardada en terra ferma per una doble barrera, reforçada amb torres. Com a principal base militar de Saladí, estava ben fornida d'armes i guerrers. L'exèrcit de Guiu, en canvi, era pobre en tots els sentits.
Inicialment Guiu provà d'atacar per sorpresa assaltant les muralles, però fallà i establí un campament a la rodalia, esperant reforços. Uns dies després arribà una flota formada per danesos i frisis, que reemplaçaren els sicilians, els quals abandonaren en sentir la notícia de la mort del seu rei Guillem II. Després arribaren francesos i flamencs comandats per Jacques d'Avesnes, Enric I de Bar, André de Brienne, Robert II de Dreux i el seu germà Philip de Dreux, bisbe de Beauvais. També arribaren alemanys comandats per Lluís III, landgravi de Turíngia, i Otto I de Guelders; i italians comandats per l'arquebisbe Gerhard de Ravenna i el bisbe Adelard de Verona. Lluís de Turíngia, que era cosí de la mare de Conrad de Montferrat, el convencé d'enviar tropes des de Tir. Un exèrcit armeni, comandat per Lleó II de Cilícia, també prengué part en el setge. Dos contingents diferents de croats en el seu camí a unir-se al setge van ajudar Sanç I de Portugal a capturat Alvor i apoderar-se de Silves. Quan Saladí mentre assetjava el Castell de Beaufort, fou informat de tot aquest desplegament, posà en marxa les seves tropes cap a Acre, i atacà el campament de Guiu el 15 de setembre sense aconseguir res.

## Batalla d'Acre
El 4 d'octubre del 1189, Saladí es traslladà a l'est de la ciutat per entrar en batalla contra els croats. L'exèrcit de croats sumava 7.000 membres en infanteria i 400 en cavalleria. L'exèrcit de Saladí havia estat reclutat a Egipte, Turkestan, Síria i Mesopotàmia.
Els musulmans posaren formació de semicercle i avançaren des de l'est cap a Acre. L'exercit croat quedà al mig, amb els arquers en primera línia i la cavalleria pesant en segon lloc. En l'anterior batalla els cristians havien lluitat repartint les forces; aquí la batalla començà de manera desigual, amb els templers atacant per la banda dreta de Saladí i acaparant la major part de l'atac. Aquesta estratègia tingué tant d'èxit que els musulmans hagueren de demanar reforços a altres parts del camp de batalla. El persistent avanç dels arquers obrí pas als que anaven amb espases de manera tan eficaç que el centre i la dreta de les tropes de Saladí fugiren.
Els vencedors s'afanyaren a fer pillatge. Saladí aplegà els seus homes en la distància i, quan els cristians començaven a retirar el botí, foren atacats per la cavalleria musulmana. Els croats no pogueren oferir resistència, els musulmans començaren a encalçar els fugitius i massacrar-los, fins que arribaren tropes fresques del flanc dret cristià. En aquesta lluita, els reserves de Guiu, carregaren contra els musulmans fent-los retrocedir contra els murs d'Acre; llavors sortiren de la ciutat 5.000 homes de la porta nord de la ciutat, que s'uniren als sarraïns del flanc dret i atacaren junts als templers, els quals tingueren moltes baixes i hagueren d'abandonar l'atac. Gerard de Ridefort, Gran Mestre templer, morí en la batalla. Andreu de Brienne també morí i Conrad se'n salvà de la mort perquè fou rescatat per Guiu. Al final els croats aconseguiren expulsar els atacants. Les baixes entre els cristians, segons les fonts, podrien ser de 4.000 o 5.000 fins a 10.000. Saladí necessitaria una altra batalla per poder-los vèncer totalment.

## El doble setge
Durant la tardor, arribaren més croats d'Europa, cosa que permeté Guiu bloquejar Acre per terra. La notícia de l'arribada imminent de l'emperador germànic Frederic Barba-roja alçà la moral dels croats, però també fou una motivació perquè Saladí reunís un exèrcit més nombrós, capaç d'envoltar completament la ciutat i el campament dels croats, amb la idea de fer-ne dos setges per separat.
Els quinze mesos següents passaren sense activitat bèl·lica per cap dels dos bàndols. El 30 d'octubre, 50 galeres musulmanes travessaren el blocatge cristià i abastiren la ciutat amb aliments i armes. El 17 de desembre, una flota egípcia arribà per recuperar el control del port i el camí que hi duia. El març del 1190, quan les condicions meteorològiques eren millors, Conrad sortejà el control per salpar amb el seu vaixell cap a Tir i aviat tornà amb subministraments per als croats que contrarestaven la vigilància efectuada pels egipcis sobre la costa. També portà material per construir maquinària de setge, El 6 de maig les posaren en pràctica, però les màquines foren destruïdes sense aconseguir l'assalt.

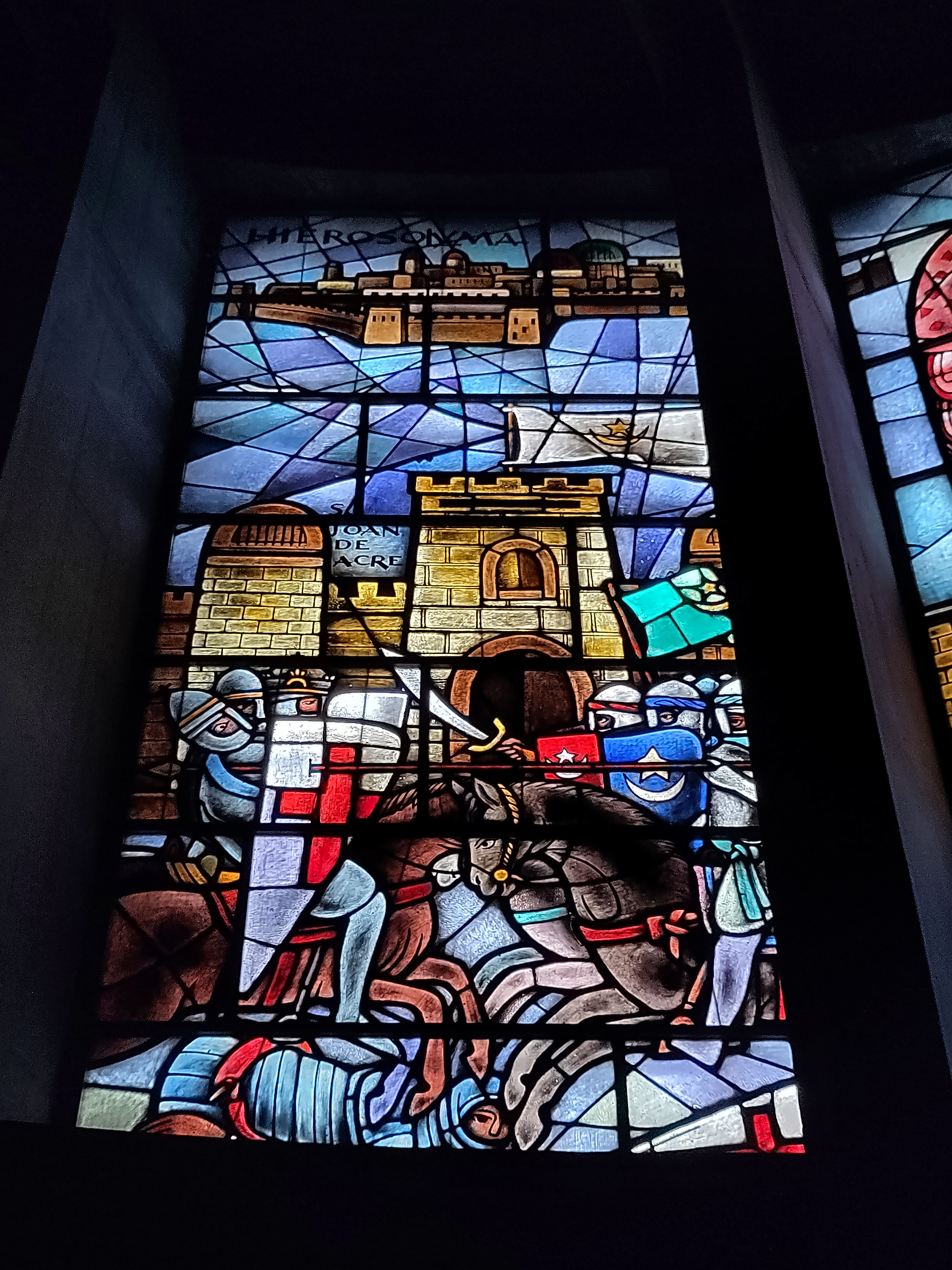
El setge representat a un vitrall de l'església de la Porciúncula de Palma

El 20 de maig, Saladí, que havia continuat enfortint el seu exèrcit durant els mesos previs, inicià un atac sobre el campament cristià, que costaria vuit dies en ser repel·lit. El 25 de juliol, en contra de les ordres dels seus comandaments, els soldats cristians atacaren els musulmans pels flanc dret i foren derrotats. A l'estiu arribaren reforços de França, comandats per Enric II de Xampanya, Teobald V de Blois, Étienne I de Sancerre, Raül I de Clermont, Joan de Fontigny, Alain de Saint-Valéry, l'arquebisbe de Besançon, el bisbe de Blois, i el bisbe de Toul. A començaments d'octubre arribà el duc Frederic VI de Suàbia amb la resta de l'exèrcit del seu pare, l'emperador romanogermànic, que havia mort ofegat en el riu Saleph el 10 de juny. Poc després arribaren croats anglesos comandats per Balduí d'Exeter, arquebisbe de Canterbury. A l'octubre, també arribà el comte de Bar i els cristians s'obriren pas a Haifa, cosa que permeté portar més aliments al campament dAcre.
El 4 d'octubre, els croats atacaren el camp de Saladí, però cap bàndol obtingué avantatja. En aquest atac, el mestre templer Gerard de Ridefort fou capturat i executat; seria reemplaçat per Robert de Sablé, gran amic del rei Ricard.
La vida a l'interior de la ciutat i al campament s'anà posant difícil amb l'encerclament de Saladí. Els aliments havien d'estar molt racionats, el subministrament d'aigua estava contaminat amb la presència de cadàvers humans i d'animals que no podien sortir a enterrar, i aviat començaren a escampar-se malalties. Lluís de Turíngia, malalt de malària, feu plans per tornar a casa seva quan arribaren els francesos i morí a Xipre el 16 d'octubre, en el viatge de retorn. La reina Sibil·la, esposa de Guiu, morí també, pocs dies abans que les seves filles. Amb aquesta mort, Guiu perdia els drets al tron de Jerusalem i la successió passava a la germanastra de la difunta, Isabel I de Jerusalem. Això no obstant, Guiu insistia en ser ell el rei.
Els barons del regne aprofitaren l'ocasió per deixar de donar suport a Guiu i arranjaren un matrimoni entre Conrad de Montferrat i Isabel. Primer calia que ella es divorciés del seu marit Omfrei de Toron i comprovar que ell hagués anul·lat el seu matrimoni anterior amb una princesa romana d'Orient. El patriarca Heracli estava malalt i el seu substitut, Balduí d'Exeter morí sobtadament el 19 de novembre, per tant foren l'arquebisbe Ubaldo Lanfranchi de Pisa, legat papal i Philip, bisbe de Beauvais, els que s'encarregaren de fer possible el matrimoni. Conrad es retirà amb Isabel a Tir, però Guiu seguia insistint que ell era el rei, fins que l'elecció del consell de barons ho confirmà el 1192.
Mentrestant l'exèrcit de Saladí no havia parat d'augmentar, de manera que ara era impossible que cap cristià s'apropés a la ciutat per terra. L'arribada de l'hivern implicava que tampoc es podria arribar per mar. En el campament cristià els caps començaren a sucumbir a les epidèmies. Teobald de Blois i Esteve de Sancerre moriren, també Frederic de Suàbia el 20 de gener del 1191. Enric de Xampanya està lluitant amb la malaltia durant setmanes però es recuperà.

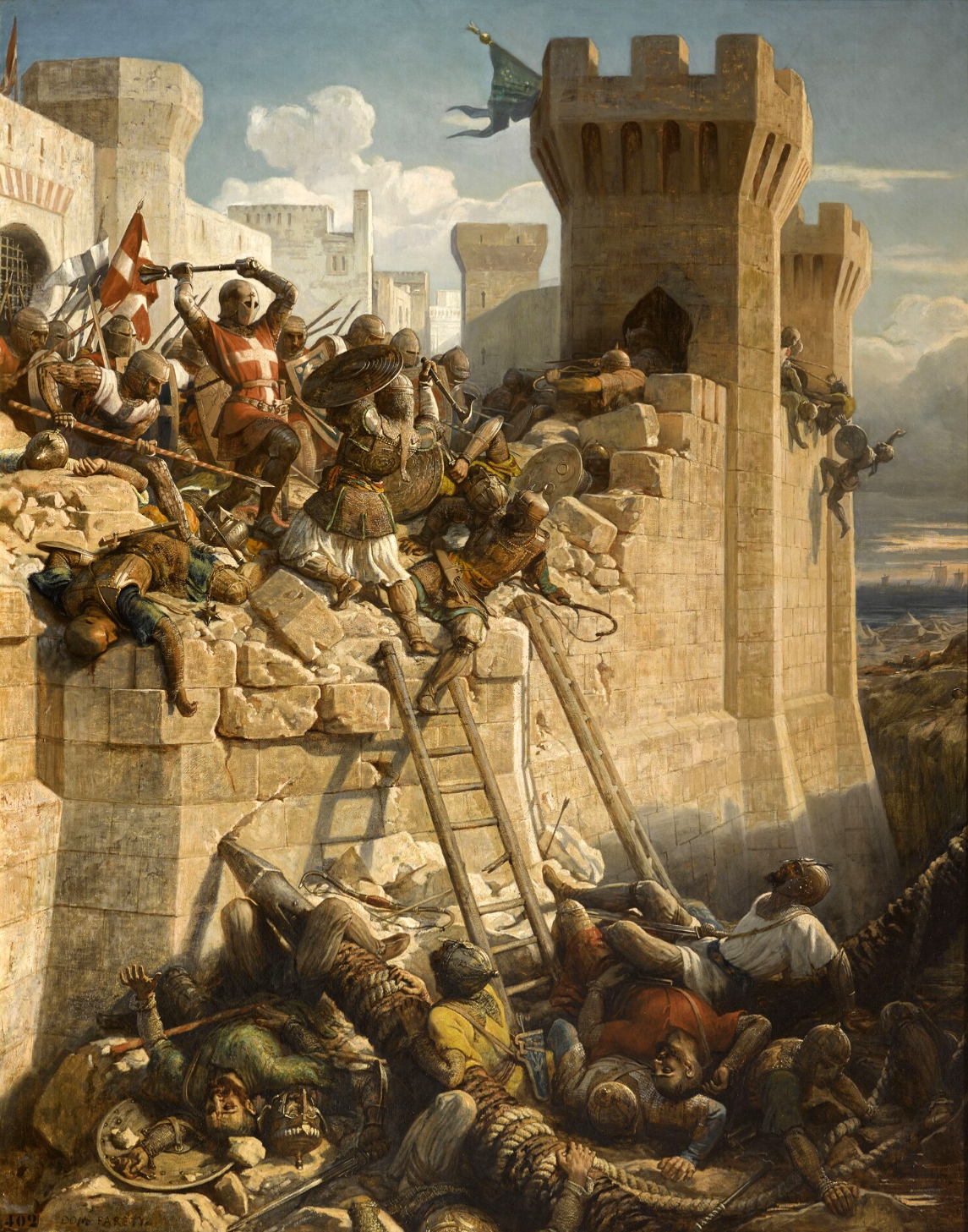
Mathieu de Clermont, mestre hospitaler, lluitant en la muralla d'Acre.

El 31 de desembre, s'efectuà un altre intent de travessar les muralles, el qual no reeixí, i el 6 de gener del 1191, el col·lapse parcial de la muralla permeté un altre intent d'atac cristià. El 13 de febrer, Saladí aconseguí obrir-se pas entre les línies dels croats i arribar a la ciutat, per reemplaçar els exhaustes defensors amb una nova guarnició de soldats; de no haver-ho fet els de l'interior haurien mort de malaltia. Conrad de Montferrat provà de fer un atac per mar cap a la Torre de les Mosques, però el vent desfavorable i el roquer li ho impediren. Al març, quan el temps va millorar i els vaixells podien tornar a portar provisions, el perill que la ciutat caigués en mans dels cristians augmentava. El duc Leopold V d'Àustria arribà i assumí el control de les forces cristianes. En saber-ho Saladí sentí que havia perdut l'oportunitat d'aixafar el que quedava dels croats. El rei Ricard d'Anglaterra i Felip II de França també es posaren en marxa cap a Terra Santa.

## Els reis a Acre
El rei Felip arribà el 20 d'abril del 1191 i el rei Ricard el 8 de juny, després d'haver conquerit Xipre. Ricard anava amb una flota de 100 vaixells i 8.000 homes, Felip anava en una flota genovesa comandada per Simone Doria. Felip emprà el temps d'espera mentre arribava la flota anglesa, en construir màquines de setge del tipus trabuquet. Quan Ricard arribà demanà entrevistar-se amb Saladí i acordaren un armistici de tres dies per fer possible la trobada. Per desgràcia tant Ricard com Felip es posaren malalts i l'entrevista no es produí. El rei francès volia començar el setge d'Acre, però Ricard encara no estava recuperat de la malaltia i esperava l'arribada de més croats que probablement no havien arribat a causa de la mala mar. Refiaven que quan aquestes naus arribarien podrien fer més maquinària de setge amb el material que en portarien. Felip no volgué esperar-se i el 17 de juny començà l'atac amb balistes i altres armes. Els defensors de les muralles començaren a fer soroll i senyals de fum per alertar Saladí i el seu exèrcit que estava fora.
Les màquines aconseguiren foradar les muralles d'Acre, però llavors atacaven les tropes de Saladí i això permetia que els de dins reparessin els forats mentre els cristians havien de defensar-se de l'atac. L'1 de juny, Felip d'Alsàcia, comte de Flandes i Vermandois, morí en el campament, cosa que afectà molt al rei francès, ja que a més de ser amic seu, no tenia descendència que es fes càrrec del govern dels seus territoris.
El 3 de juliol, causaren una escletxa prou gran per entrar però l'atac dels cristians fou neutralitzat pels defensors. L'endemà la ciutat oferí rendir-se, però Ricard no acceptà les condicions. Aquest cop Saladí no replicà amb un atac a gran escala. El 7 de juliol, la ciutat envià una ambaixada a Saladí per demanar auxili o es rendirien. L'11 de juliol es produí la darrera batalla i el 12 de juliol els d'Acre tornaren a oferir una rendició i aquesta vegada els croats acceptaren. Conrad de Montferrat, que havia tornat a Tir perquè el rei anglès havia donat suport a Guiu de Lusignan com a candidat a rei de Jerusalem, fou reclamat com a negociador, a petició de Saladí. Saladí, però, no participà personalment en les negociacions, tot i que acceptà la derrota. Els cristians entraren en la ciutat, Conrad penjà la bandera de Jerusalem, la de França, Anglaterra i la d'Àustria en la torre més alta. Leopold d'Àustria marxà dolgut perquè creia que Ricard no l'havia tractat com a igual per no tenir el títol de rei, sinó el de duc i perquè havia permès que els seus soldats llevessin la bandera austríaca de la torre. El 31 de juliol, Felip també tornà al seu país, ja que havia de solucionar la successió a Vermandois i Flandes. Ricard es quedà sol com a únic comandant dels croats.

## Després de la batalla

El Pròxim Orient el 1190, a l'inici de la Tercera Croada, que mostra la ubicació d'Acre, la batalla d'Arsuf i altres llocs importants.

Els cristians començaren a reconstruir les defenses d'Acre mentre Saladí recaptava diners per pagar el rescat dels musulmans que estaven captius. L'11 d'agost, Saladí portà el primer dels tres pagaments acordats i per poder començar a efectuar l'intercanvi de presos. Ricard no acceptà perquè determinats nobles cristians que els musulmans havien capturat no estaven presents en l'intercanvi. Tornaren a fer negociacions però no arribaren a cap acord. Ricard també volia que els presos musulmans que el rei francès havia deixat en mans de Conrad de Montferrat, fossin intercanviats. Conrad accedí a contracor i sota pressió. El 20 d'agost, Ricard pensà que Saladí es retardava massa i feu decapitar 2.700 musulmans que estaven presos a Acre. Saladí, en resposta, ordenà matar tots els cristians que havien capturat. El 22 d'agost, Ricard i el seu exèrcit abandonaren la ciutat, deixava com a encarregats de la seva custòdia a Bertam de Verdun i a Étienne de Longchamp. La resta dels croats marxaren cap al sud i l'exèrcit de Saladí els seguí. Ambdós es trobarien en una nova batalla d'Arsuf el 7 de setembre.